# سیارک ۴۴۲۱۷
سیارک ۴۴۲۱۷ (به انگلیسی: 44217 Whittle، نامگذاری:1998PO1) چهل و چهار هزار و دویست و هفدهمین سیارک کشف شده‌است که در ۱۲ اوت ۱۹۹۸ کشف شد.